# Krustrupvej
 Krustrupvej  er en to sporet omfartsvej der går vest om Hjørring, og er en del af primærrute 55 der går fra Hirtshals til Aalborg.
Den er med til at lede trafikken der skal mod Hirtshals eller Thisted og Aalborg uden om Hjørring Centrum, så byen ikke bliver belastet af for meget trafik.
Vejen forbinder Løkkensvej i syd med Hovedvejen i nord, den passere Hirtshalsvej og Vellingshøjvej og ender i Hovedvejen primærrute 55, hvorfra der er forbindelse mod Hirtshals.